# Stressboll

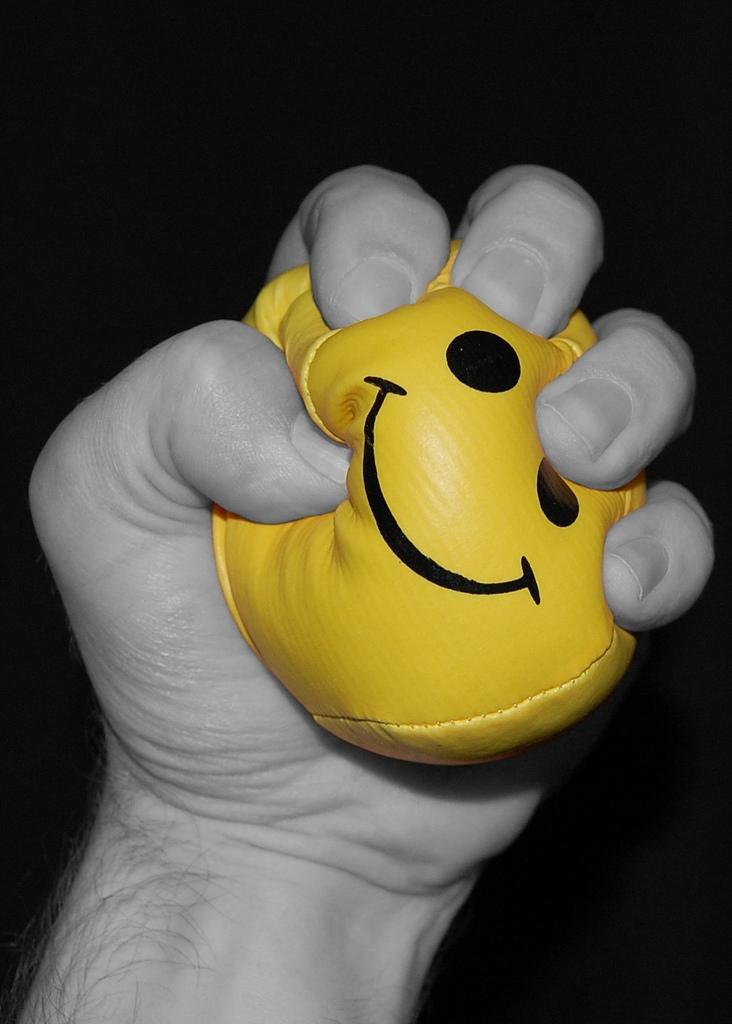
En stressboll som kramas av en hand.

En stressboll är en boll som är till för att träna musklerna i handen och armen och för att reducera stress. Den är oftast 5–7 cm i diameter och är gjord av skumgummi eller gummiinslutet silikon.[källa behövs] Det går även att tillverka stressbollar genom att fylla ballonger med exempelvis mjöl eller frön.